# Мальпигия голая
Мальпигия голая (лат. Malpighia glabra) — вид растений из рода Мальпигия семейства Мальпигиевые, плодовое дерево из Южной Америки, выращиваемое во многих регионах с тропическим климатом ради сочных плодов с очень высоким содержанием витамина C.
Плоды двух близких, иногда объединяемых видов мальпигии голой и мальпигии гранатолистной известны под названием ацерола (черешня ацерола) или барбадосская вишня. При этом растение в таксономическом отношении довольно далеко от обычной вишни; оно относится не только к другому семейству, но даже к другому порядку.

## Описание
Барбадосская вишня — вечнозелёное дерево высотой до 6 метров. Листья эллиптические, длиной 2-7 см и шириной 1-4 см. Плод круглый или слегка приплюснутый, диаметром 1,25-2,5 см, с тонкой глянцевой ярко-красной кожицей. Внутри содержится сочная кисловатая мякоть с тремя твёрдыми семенами.

## Распространение
Родина барбадосской вишни — Малые Антильские острова, в том числе остров Барбадос, и север Южной Америки. Растение культивируется также на Кубе, Ямайке, Пуэрто-Рико, в Техасе, во Флориде, на Филиппинах, Багамских островах, Бермудских островах и в Центральной Америке; за пределами Америки — в Австралии и Гане.

## Использование
Плоды барбадосской вишни съедобны в свежем и сушёном виде. Они, предварительно очищенные от семян, часто добавляются во фруктовые салаты. Из них также изготавливают сиропы, джемы, желе и другие консервы.
Эти плоды чрезвычайно богаты витамином C: его содержание в съедобной части плода составляет от 1000 до 3300 мг на 100 г веса, что в 15-100 раз превышает показатель апельсинов.
Кроме того, ацерола содержит провитамин А, витамины группы В, железо, кальций, фосфор. Оказывает антиоксидантное, тонизирующее и восстанавливающее действие. Применяется при общем состоянии усталости, режимах снижения веса, инфекционных и вирусных заболеваниях.

## Интересные факты
- Ацеролу употреблял Брюс Ли в качестве БАДа с высоким содержанием витамина C[3].